# بليتش (ألبوم)
بليتش (بالإنجليزية: Bleach) هو أول ألبوم إستديو لفرقة الروك الأمريكية نيرفانا، صدر في 15 يونيو عام 1989 عبر شركة التسجيل ساب بوب. جلسات التسجيل الرئيسية تمت في استديوهات ريسيبريكول ريكوردينغ في سياتل، واشنطن، في المدة ما بين ديسمبر 1988 حتى يناير 1989.
حظي بليتش باستحسان النقاد، ولكن فشل في دخول لوائح سباق الألبومات الأكثر مبيعاً في الولايات المتحدة بعد تاريخ الإصدار الأصلي للألبوم. تم إعادة إصدار الألبوم عالمياً من قبل شركة جيفين عام 1992 بعد نجاح ألبوم نيرفانا الثاني نيفرمايند (1991). استطاع الألبوم بعد إعادة إصدراه أن يحتل المرتبة رقم 89 في بيلبورد 200، وبلغ ذروته بوصوله للمرتبة رقم 33 على قائمة الألبومات الأكثر مبيعاً في المملكة المتحدة، والرقم 34 على قائمة الألبومات الأكثر مبيعاً في أستراليا. في 2009 قامت ساب بوب بإصدار نسخة بمرور الذكرى العشرين على بليتش

## روابط خارجية
- بليتش على موقع ميتاكريتيك (الإنجليزية)
- بليتش على موقع الموسوعة البريطانية (الإنجليزية)
- بليتش على موقع أول موفي (الإنجليزية)